# Jonathan Moffett
Jonathan Phillip « Sugarfoot » Moffett, né le 17 novembre 1954, est un batteur, auteur-compositeur et producteur américain de La Nouvelle-Orléans, en Louisiane.  À partir de 1979, Moffett collabore avec la famille Jackson, en particulier Michael Jackson, pendant 30 ans.
Par ailleurs, il travaille avec d'autres artistes et producteurs notables tels que Madonna, George Michael, Elton John, ou Stevie Wonder. Il a reçu le surnom de « Sugarfoot » par Michael Jackson en raison de sa notoriété pour son utilisation fréquente de techniques avancées sur les pédales.

## Biographie

### Jeunesse et débuts
Moffett est le troisième d'une famille musicale de frères et sœurs. Ses deux autres frères jouaient de la guitare et de la guitare basse, tandis que le père de Jonathan l'encourageait à jouer de la batterie. Il a été influencé notamment par Buddy Rich, Louis Bellson, Billy Cobham, James Brown, Stevie Wonder, Roger Taylor et d'autres batteurs, pour la plupart originaires de la Nouvelle-Orléans.
Voulant d'abord jouer de la basse, qu'il considérait comme pouvant imiter la grosse caisse. Moffett n'a jamais reçu de formation musicale et a appris à jouer de la batterie tout seul à l'oreille. Il est surnommé «  Sugarfoot » (littéralement « pieds de sucre ») pour son jeu rapide à la grosse caisse, articulé et prononcé, demandant beaucoup de précision et d'endurance pour un batteur. Moffett a commencé sa carrière de batteur en se produisant localement avec des groupes de premier plan dans la région et dans des boîtes de nuit.

### Lancement de sa carrière professionnelle avec The Jackson Five (1979-1982)
La carrière professionnelle de Moffett commence avec The Jackson Five. En 1979, il rencontre par hasard le directeur musical du groupe. Il est auditionné le lendemain et est engagé le soir même.
Sa première grande tournée fut le Destiny Tour (entre 1979 et 1980) avec The Jackson Five. Il continue à se produire sur le Triumph Tour (1981). Le label Epic décide d'ailleurs d'enregistrer l'un des spectacles de la tournée en raison de sa popularité et son succès. En 1982, Michael Jackson demande à Moffett de collaborer sur une chanson qu'il a écrite pour Diana Ross intitulée Muscles. Le titre été un succès instantané et a atteint la 10e place du Billboard Hot 100.

### Enchaînement de tournées
Moffett joue aussi dans le Victory Tour (1984), où il fait la rencontre de Madonna dans les coulisses, où elle lui demande de jouer pour sa prochaine tournée, The Virgin (1985). Avec le succès de la tournée, qui est également sortie sous forme d'album vidéo, Madonna demande à Moffett de poursuivre avec sa deuxième tournée, Who's That Girl Tour (1987). La tournée est suivie d'un film sorti en 1991, In Bed with Madonna, dans lequel Moffett est présenté.

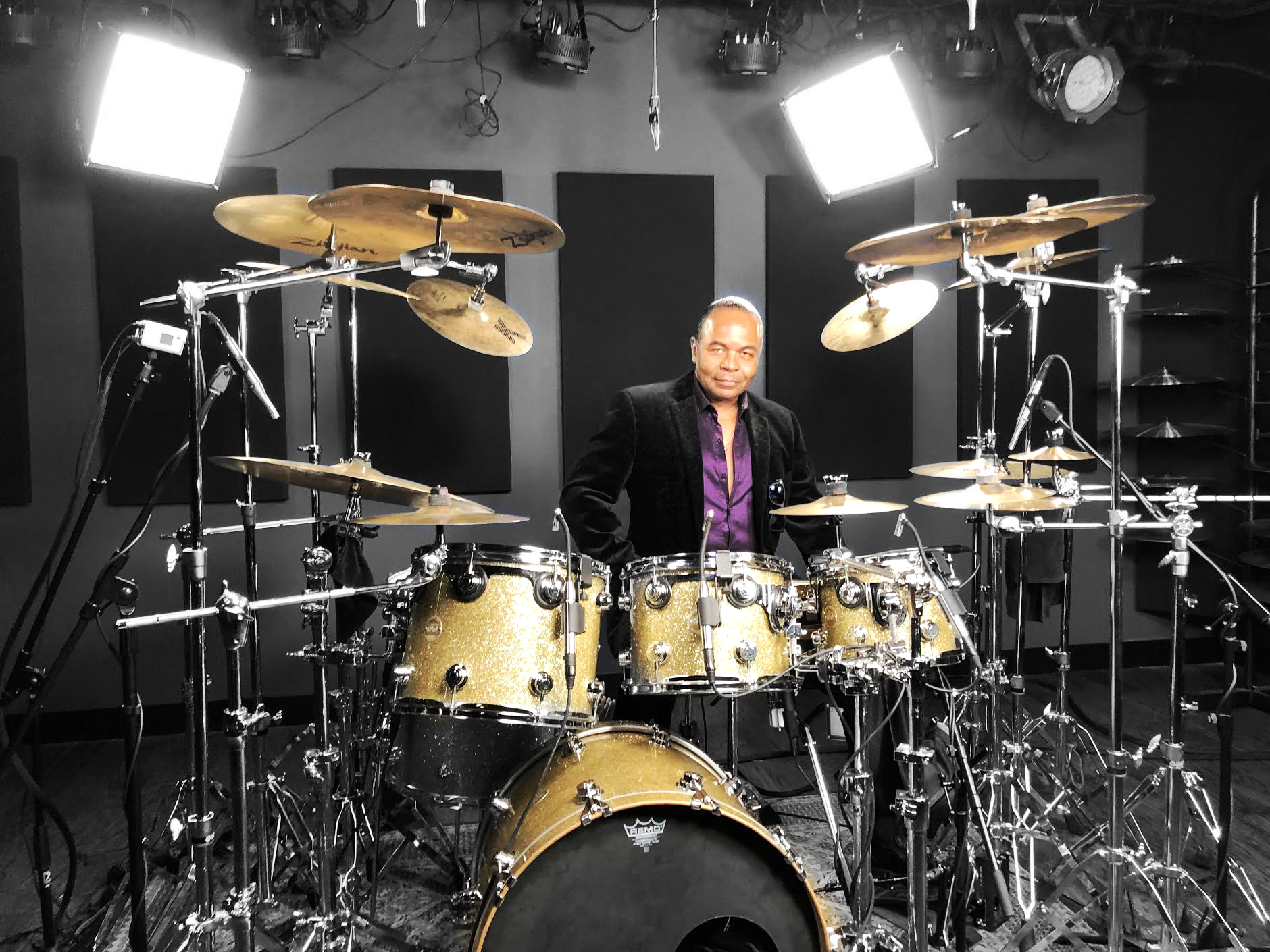
Jonathan « Sugarfoot » Moffett

Lorsque Moffett devient un batteur professionnel et reconnu, il fait concevoir des kits de batterie futuristes innovants pour chaque tournée afin de perfectionner la conception de la scène. Son travail avec les Jacksons et son style de batterie l'ont amené à devenir l'un des batteurs de musique pop les plus demandés et à se produire sur 23 tournées mondiales.
Elton John se tourne vers Moffett pour son retour sa tournée Reg Strikes Back Tour (1988-1989) avec un total de 87 spectacles. Il continue sur la tournée Sleeping with the Past (1989-1990), avec 74 représentations. Moffett joue de la batterie sur l'album Sleeping with the Past (1989) d'Elton. Il est crédité pour la batterie sur l'album Duets (1993) pour la chanson Don't Let the Sun Go Down on Me qui a été enregistrée en direct avec George Michael à la Wembley Arena en 1991. Il est également crédité sur Two Rooms: Celebrating the Songs of Elton John & Bernie Taupin (1991).
George Michael fait également appel à Jonathan Moffet pour sa tournée Cover to Cover (1991) totalisant 30 spectacles. Il tourne aussi avec Janet Jackson sur la première partie du Janet World Tour (1993). Moffett continue à se produire avec Michael Jackson pendant toute la durée de sa carrière solo sur divers spectacles et tournées, comme le HIStory World Tour (1996-1997). 
En 2009 il participe aux répétitions de la tournée This Is It qui n'aura pas lieu à la suite du décès de Michael Jackson.
Le 7 Juillet 2009 Moffett était présent lors de l'hommage mondiale au Staples Center a la mémoire de Michael Jackson où il a joué des musiques tout au long de la cérémonie.
Moffett continue son ascension avec Michael Jackson en enchaînant 501 dates avec la tournée Michael Jackson: The Immortal World Tour (2011-2014) en hommage au roi de la pop, avec des danseurs prestigieux du cirque du soleil